# Cerco de Pleven
O cerco de Pleven foi a batalha mais dura e longa durante a Guerra russo-turca de 1877–1878. A vitória russa e a conquista de Pleven em 10 de dezembro de 1877 foram cruciais para o desfecho da guerra e a libertação da Bulgária. Em suas dimensões geopolíticas, esta é uma das batalhas mais importantes da história militar.

## Fundo geopolítico
A derrota na Guerra da Crimeia é o ferimento mais pesado infligido à Rússia em sua história. A perda levou à derrubada do Império Russo do pedestal de uma grande potência líder no Congresso de Viena. Após a Guerra da Criméia, o novo imperador Alexandre II da Rússia tomou um novo rumo político imperial. Seguem-se as unificações da Itália e da Alemanha. Da coalizão contra a Rússia durante a Guerra da Crimeia, a Grã-Bretanha foi deixada em paz. Após a Conferência de Constantinopla, a Rússia tornou-se parlamentar no cumprimento de suas decisões sobre o Império Otomano. Com uma diplomacia brilhante, a Grã-Bretanha é deixada sozinha contra a Rússia e deve chegar a um acordo com a guerra. Agora o futuro da Rússia está nas mãos dos militares e do exército. O significado da vitória foi tão decisivo que o imperador liderou pessoalmente o exército russo no campo de batalha, algo que faltou mesmo durante as Guerras Napoleônicas.

## Ação militar
Com o desembarque perto de Svishtov em 15 de junho de 1877, a luta na guerra foi iniciada. Na planície do Danúbio, o exército otomano se fortificou em Pleven, transformando a cidade em uma fortaleza inexpugnável. Sem a conquista de Pleven, a passagem do exército russo na Trácia e, consequentemente, a vitória na guerra são inconcebíveis. O cerco se arrastava e a defesa parecia impenetrável. Como resultado de três ataques consecutivos fracassados, as perdas russas e romenas foram enormes. No final de outubro, foi decidido que Pleven seria completamente cercado e seu fornecimento de Sofia seria cortado. Durante este tempo, o exército otomano de desbloqueio falhou em vir em auxílio da fortaleza e foi repetidamente repelido, incluindo Batalha do Passo de Shipka com a ajuda decisiva da milícia búlgara.
Em 28 de novembro de 1877, o exército otomano sitiado em Pleven fez uma tentativa desesperada de desbloqueá-lo na direção de Dolna Mitropolija. Por volta do meio-dia, o avanço foi bloqueado e às 14h o exército otomano se rendeu. O Caminho para Sófia foi descoberto.

## Significado
A vitória predetermina o resultado da guerra. Por outro lado, a vitória na guerra devolveu a Rússia a um papel de liderança entre as grandes potências do subsequente Congresso de Berlim. A libertação da Bulgária será um fato.  A vitória também foi uma espécie de vingança para Cerco de Sebastopol (1854-1855).